# Sailly-Achâtel
Sailly-Achâtel je francouzská obec v departementu Moselle v regionu Grand Est. V roce 2013 zde žilo 256 obyvatel.

## Poloha
Obec leží u hranic departementu Moselle s departementem Meurthe-et-Moselle. Sousední obce jsou: Luppy, Mailly-sur-Seille (Meurthe-et-Moselle), Moncheux, Phlin (Meurthe-et-Moselle), Secourt, Solgne a Vulmont.

## Vývoj počtu obyvatel
Počet obyvatel